# Honda CBF 125
 (mars 2020).
Si vous disposez d'ouvrages ou d'articles de référence ou si vous connaissez des sites web de qualité traitant du thème abordé ici, merci de compléter l'article en donnant les références utiles à sa vérifiabilité et en les liant à la section « Notes et références ».
La CBF 125 est un modèle de motocyclette, de type Sport GT, du constructeur japonais Honda. Elle est assemblée en Inde par HMSI à partir de 2008. Sur le marché Indien, elle est connue sous le nom Stunner pour la version carburateur et sous le nom Stunner PGM-FI pour la version injection. Sur le marché européen, seule la version injection est disponible. Son très bon couple maximal à seulement 6 250 tr/min et son faible poids en font une des meilleures 125cc citadines de sa génération et une des meilleures ventes en Europe et en Inde. Elle remplace la Honda CG125, un modèle produit pendant plus de 35 ans, et sera remplacée par la Honda CB 125 F, produite en chine, en 2015.